# Сарыколь (озеро, Костанайская область)
Сарыколь (каз. Сарыкөл) — озеро в Сарыкольском районе Костанайской области Казахстана. Находится к востоку от посёлка Сарыколь.
По данным топографической съёмки 1944 года, площадь поверхности озера составляет 37,68 км². Наибольшая длина озера — 8,2 км, наибольшая ширина — 6,2 км. Длина береговой линии составляет 24,6 км, развитие береговой линии — 1,14. Озеро расположено на высоте 201,9 м над уровнем моря.
По данным обследования экспедицией ГГИ от 11 октября 1956 года, площадь поверхности озера составляет 37,9 км². Максимальная глубина — 2,5 м, объём водной массы — 60,4 млн. м³, общая площадь водосбора — 829 км².